# Embiotoca jacksoni
Embiotoca jacksoni és una espècie de peix pertanyent a la família dels embiotòcids.

## Descripció
- Pot arribar a fer 39 cm de llargària màxima i 700 g de pes.[3][4]

## Depredadors
És depredat als Estats Units pel tauró lleopard (Triakis semifasciata).

## Hàbitat
És un peix marí, demersal i de clima subtropical que viu fins als 46 m de fondària (normalment, fins als 6).

## Distribució geogràfica
Es troba al Pacífic oriental: des de Fort Bragg (el nord de Califòrnia, els Estats Units) fins a les costes centrals de la Baixa Califòrnia (Mèxic), incloent-hi l'illa de Guadalupe.

## Observacions
És inofensiu per als humans i la seua esperança de vida és de 10 anys.